# 李廷儀 (弘治進士)
李廷儀（1446年—1513年），字鳴鳳，號質菴，福建福州府閩縣人，民籍，明朝政治人物。

## 生平
福建鄉試第五名舉人。弘治三年（1490年）中式庚戌科會試第七十七名，三甲第五十五名進士。官至南安府同知。
2022年墓葬出土于福州洋下。墓室1为李廷儀侧室谢氏，字妙瑛，生于明成化乙未年（1475年），下葬于明嘉靖二十九年（1550年）冬。墓室2为李廷儀，出土有墓志铭。

## 家族
曾祖李天一；祖父李岳；父李陞，封主事。母鄧氏（封安人）。永感下。兄廷韶 教諭；李廷美，知府。弟廷芳 義官。